# Nagymutnok

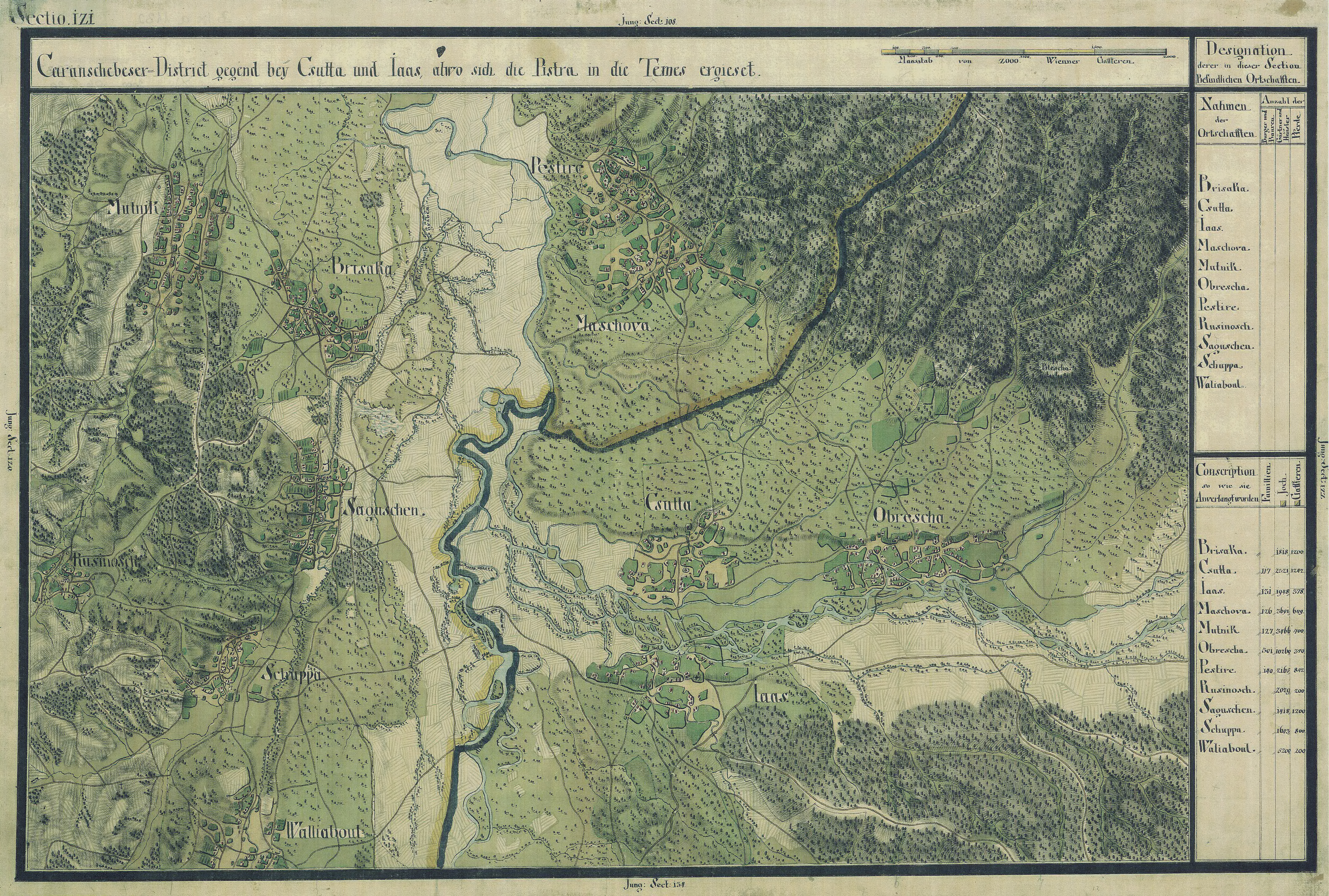
Nagymutnok egy régi térképen

Nagymutnok románul: Mâtnicu Mare, falu Romániában, a Bánságban, Krassó-Szörény megyében.

## Fekvése
Lugostól délkeletre fekvő település.

## Története
Nagymutnok, Mutnok nevét 1352-ben említette először oklevél Mutnokpataka néven. 1376-ban Muthnuk, Muthnukpathaka, 1371-től Muthnuk, Mothnwk néven a Mutnoki család birtoka volt, nemesi jogon. 1454-ben Mothnok, 1584-ben Mutnok, Felsö-Mothnok, 1608-ban Matnok, 1779-ben Nagy-Mutnik, 1808-ban Mutnik, 1888-ban Nagy-Mutnik, 1913-ban Nagymutnok néven volt említve.
1851-ben Fényes Elek írta a településről: „Mutnik(Nagy-), oláh falu, Krassó vármegyében, utolsó posta Bozsurhoz 2 1/4 órányira: 6 katholikus, 936 óhitű lakossal, anyatemplommal, hegyes határral. Földesura  Kranovácsky özvegye.”
A trianoni békeszerződés előtt Krassó-Szörény vármegye Temesi járásához tartozott.
1910-ben 959 lakosából 854 román, 83 magyar, 9 német volt. Ebből 864 görög keleti ortodox, 63 római katolikus, 22 református volt.